# Kroneckerjeva delta
Kroneckerjeva delta (Kroneckerjev simbol delta:84 ali Kroneckerjev simbol:131, 299, 411) je v matematiki funkcija dveh spremenljivk, po navadi celih števil, in je enaka 1, če sta spremenljivki enaki, drugače pa je enaka 0. Zapiše se jo kot simbol {\displaystyle \delta _{ij}} in se jo obravnava kot krajši zapis in ne kot funkcijo.
{\displaystyle \delta _{ij}={\begin{cases}1;&i=j,\\0;&i\neq j\!\,.\end{cases}}}
Na primer {\displaystyle \delta _{3\,3}=1} in {\displaystyle \delta _{1\,2}=0}. Simbol je vpeljal Leopold Kronecker (1823–1891) leta 1866.
Kroneckerjeva delta ima pomembno značilnost, ki je diskretna podobnost Diracove funkcije δ. Za {\displaystyle j\in \mathbb {Z} }:
{\displaystyle \sum _{i=-\infty }^{\infty }\delta _{ij}a_{i}=a_{j}\!\,,}
kar je podobno eni od glavnih značilnosti Diracove delte:
{\displaystyle \int _{-\infty }^{\infty }\delta (x-y)f(x)\mathrm {d} x=f(y)\!\,.}
Uporablja se na mnogih matematičnih in fizikalnih področjih. V linearni algebri se lahko na primer enotsko matriko zapiše kot:
{\displaystyle \left(\delta _{ij}\right)\!\,.}
Če se ga obravnava kot tenzor, se lahko Kroneckerjev tenzor zapiše kot:
{\displaystyle \delta _{i}^{j}\!\,}.
s kontravariantnim indeksom j. To je pravilnejši zapis enotske matrike, obravnavane kot linearna transformacija.